# Дере, Жак
Жак Дере́ (фр. Jacques Deray; 19 февраля 1929, Лион — 9 августа 2003, Булонь-Бийанкур) — французский кинорежиссёр, постановщик множества остросюжетных, в том числе «полицейских» фильмов.

## Биография
Начинал как актёр, снимался в небольших ролях в кино, играл и в театре. С 1953 — ассистент режиссёра, ассистировал Анри Вернею, Жюлю Дассену. Первый собственный фильм — «Альфонс» — выпустил в 1960 году. Начиная с фильма «Бассейн», многократно сотрудничал с Аленом Делоном, также снимал во многих своих фильмах Жана-Поля Бельмондо.
Однако Дере не устраивал образ режиссёра исключительно «крутого» кино. Брался он и за экранизации: в 1971 году ставит фильм «Немного солнца в холодной воде» по книге Франсуазы Саган, в 1998 году — кинофильм «Кларисса» по одноимённой новелле Стефана Цвейга, а в 2001 году выходит телефильм Дере «Письмо незнакомки» по одноимённой новелле Стефана Цвейга.

## Избранная фильмография
- «Кровь в голову» (1956)
- «Альфонс» (1960);
- «Разборки в Токио» (1962);
- «Симфония для побоища» (1963);
- «В чужой шкуре» (1966)
- «Бассейн» (1969);
- «Борсалино» (1970);
- «Потише, басы» (1971);
- «Немного солнца в холодной воде» (1971);
- «Борсалино и компания» (1974);
- «Полицейская история» (1975);
- «Банда» (вышел в 1977);
- «Бабочка на плече» (1978);
- «Троих надо убрать» (1980);
- «Вне закона» (1983);
- «Умирают только дважды» (1985) / On ne meurt que deux fois;
- «Одиночка» (1987);
- «Болезнь любви» (1987);
- «Возвращение Нечаева» (1991);
- «Плюшевый мишка» (1994);
- «Кларисса» (телевизионный, в 1997 вышел в Италии, в 1998 во Франции);
- «Письмо незнакомки» (телевизионный, 2001).